# Langnau im Emmental
Langnau im Emmental là một đô thị thuộc huyện Emmental, bang Bern, Thụy Sĩ. Đô thị này có diện tích 48,36 km2, dân số thời điểm tháng 12 năm 2020 là 9262 người.